# Quiebra fraudulenta
Se dice que una quiebra es "fraudulenta" cuando la "persona jurídica quebrada" se declara en bancarrota mientras oculta para su beneficio y/o el beneficio de otras personas parte de los activos, o si es reconocido como deudor de sumas sin serlo.
La quiebra fraudulenta es un delito de cuello blanco. Si bien es difícil generalizar entre jurisdicciones, los actos delictivos comunes bajo los estatutos de quiebras generalmente implican el ocultamiento de activos, el ocultamiento o destrucción de documentos, conflictos de intereses, reclamos fraudulentos, declaraciones o declaraciones falsas y arreglos de fijación o redistribución de tarifas. Las falsificaciones de los formularios de quiebra a menudo constituyen perjurio. Las presentaciones múltiples no son en sí mismas un delito, pero pueden violar las disposiciones de la ley de quiebras. El fraude por quiebra es un delito federal en los Estados Unidos.
El fraude concursal debe distinguirse de la quiebra estratégica, que no es un acto delictivo ya que crea un estado de quiebra real (no falso). Sin embargo, aún puede funcionar en contra del declarante.
Todos los activos deben divulgarse en los cronogramas de quiebra, independientemente de que el deudor crea o no que el activo tiene un valor neto. Esto se debe a que una vez que se presenta una petición de quiebra, son los acreedores, no el deudor, quienes deciden si un activo en particular tiene valor. Las ramificaciones futuras de omitir activos de las listas pueden ser bastante graves para el deudor infractor. En los Estados Unidos, una quiebra cerrada puede reabrirse por moción de un acreedor o de los EE. UU. fideicomisario si un deudor intenta posteriormente afirmar la propiedad de dicho "activo no programado" después de haber sido liberado de toda la deuda en la quiebra. El fiduciario puede entonces embargar el activo y liquidarlo en beneficio de los acreedores (anteriormente liberados). Si el ocultamiento de un activo de este tipo también debe considerarse para el enjuiciamiento como fraude o perjurio quedaría a discreción del juez o de los EE. Fideicomisario.
La quiebra puede ser de una persona jurídica gobernada por el derecho privado o una entidad comercial, como un grupo de artesanos, un gerente, un funcionario, un liquidador, gerentes de cooperativas agrícolas, una empresa, un grupo industrial o incluso una empresa multinacional o una de sus filiales, etc.

## Aspectos jurídicos
Jurídicamente, solo se puede hablar de bancarrota desde el momento en que se ha abierto previamente un procedimiento de reorganización o liquidación judicial.
La bancarrota fraudulenta puede ir acompañada de otras estafas (estafa de seguros, por ejemplo) o información privilegiadada.

## Sanciones
La bancarrota fraudulenta es punible por ley, de diferentes formas, según los países se castiga mediante:
- multas (que pueden alcanzar en Europa las decenas de millares de euros);
- penas de prisión que pueden ser de años;
- posibles sanciones adicionales, incluida la prohibición de ejercer una profesión comercial o industrial o administrar una empresa comercial.

Los empleados y los acreedores pueden recibir compensación jpor los daños recibidos y tomar acciones legales contra la persona o personas responsables.

### Detección, evaluación
Bajo los auspicios de leyes, normas y autoridades reguladoras vinculadas a países, tales como la (Comisión Nacional del Mercado de Valores o CNMV en España, la Autorité des marchés financiers o AMF en Francia y la Securities and Exchange Commission o "SEC" en los Estados Unidos), es generalmente un tribunal el que confirma la realidad o el carácter fraudulento de una quiebra.
Para esto, y además de los oficios tradicionalmente ya dedicados a la investigación judicial en el campo de la malversación financiera o comercial, existe una nueva profesión para prevenir, detectar o evaluar varios tipos de apropiación indebida (malversación contable): el contador forense o juricontable.
Los investigadores y los tribunales pueden confiar en los datos de los servicios fiscales o aduaneros, las cuentas de la empresa y, a veces, las alertas o denuncias (por ejemplo, de los acreedores lesionados) o varios indicadores contables o de comportamiento anormal ( actor potencialmente ventajoso por bancarrota que busca visiblemente hacer fracasar un procedimiento de conciliación después del cese de pagos, por ejemplo). Para proceder a una liquidación judicial obligatoria, un tribunal puede intervenir a solicitud de la empresa, sobre la base de una queja o una solicitud de la fiscalía. En ciertos países, incluida Francia, también puede hacerse cargo del caso de oficio y del "comité de empresa o, en su defecto, los representantes del personal pueden comunicar al presidente del tribunal o al fiscal público cualquier hecho que revele el cese de pagos del deudor ".

### Medidas anticipatorias y de precaución
Algunas regulaciones buscan proteger mejor a los inversores de este tipo de riesgo financiero (riesgo financiero sistémico en tiempos de crisis), como por ejemplo la Directiva sobre mercados de instrumentos financieros (MIFID).
En ciertos sectores de la economía (sobre todo la propiedad minera, a través de los códigos mineros, la ley a veces establece (según el país) que las empresas deben tomar disposiciones, que se utilizarán si no cumplen sus compromisos. Ello está especialmente pensado para evitar quiebras fraudulentas o aquellas que se justifican tardíamente por el empobrecimiento de un depósito, o por un cambio en las condiciones económicas de operación (menor rentabilidad). 
En ciertos países, en el caso de una rehabilitación ambiental en progreso o completada, obligan a los explotadores a establecer la "provisión financiera" necesaria para financiar esta rehabilitación durante su actividad, en una cuenta bloqueada controlado por el Estado, y pueden imponer o proponer el uso de bioindicadores de éxito de dicha rehabilitación, como por ejemplo la población de hormigas, en una rehabilitación de una mina en Australia.

## El caso de las multinacionales y de sus filiales
Incluso en presencia de la contabilidad de costos o contabilidad analítica, la naturaleza fraudulenta de una quiebra puede ser difícil de probar en el caso de las filiales de ciertas multinacionales cuyas estrategias no son transparentes, y en las cuales las participaciones, fusiones-adquisiciones, la utilización de cuentas en el extranjero en "paraísos fiscales y legales" puede hacer que las búsquedas de responsabilidad sean mucho más complejas.
Para evitar la obligación de pagar sus deudas comerciales, fiscales, sociales, etc., los líderes o gerentes sin escrúpulos podrían, por ejemplo, separarse legalmente de una subsidiaria y luego asignarla (directa o indirectamente):
- la gestión imposible de préstamos tóxicos;
- una deuda ecológica cuyos costos serán insoportables para la filial. Por ejemplo, puede ser un patrimonio fundamental que se sabe que está seriamente degradado (por ejemplo,, suelos contaminados y secuelas de contaminación sobre una capa freática) que implica altos costes de evaluación de riesgos, mantenimiento y protección del sitio, luego tratamiento (descontaminación) y restauración ecológica, incluso compensación para los residentes locales, etc.);
- órdenes que son imposibles de cumplir, posiblemente en el contexto de un mercado que manipulan para crear "anomalías de mercado" (por ejemplo, aumentando artificialmente los precios de la materia prima, lo cual es posible si la multinacional está en posición hegémonica o dominante en el mercado o actúa en el marco de un "cártel" o acuerdo de precios). También podrían, por el contrario, tomar medidas para privar a esta subsidiaria de control, para luego presentarla como económicamente no rentable y comenzar un círculo vicioso que conduzca a la bancarrota; dicho ciclo puede iniciarse asignando grandes pedidos a otras fábricas o empresas, competidores o vinculados a la misma multinacional;
- privar a esta subsidiaria de los recursos secundarios necesarios para causar una bancarrota que les permita deshacerse de sus responsabilidades sociales (reclasificación, etc.) y financieras (pago de la deuda).

En todos estos casos, la subsidiaria puede ser sacrificada con pesar, o ser una filial de la que ya se querían deshacer; lo que se hace posible tan pronto como se cumplan las condiciones para que esta subsidiaria sea conducida a pesar de sí misma a una situación de cese de pagos, con una recuperación que parecería manifiestamente imposible, lo cual llevaría a una liquidación judicial.
Este tipo de comportamiento considerado poco ético por muchos estatutos o códigos de buenas prácticas es ilegal en muchos países, pero es facilitado por ciertos contextos menos transparentes y cuando los líderes o administradores mayoritarios involucrados están a cargo de muchos compañías del mismo grupo, o incluso de compañías competidoras o que ocupan una posición influyente en la junta directiva como accionista o como miembro "independiente" (esta es una de las posibles situaciones de conflicto de interés en una empresa).

## Ejemplos de casos de quiebra fraudulenta
- Caso Hidalgo
- Banco Matritense
- Calisto Tanzi
- Lele_Mora#Bancarotta_fraudolenta_ed_evasione_fiscale
- Caso Parmalat
- Caja Rural de Jaén